# Fi Geminorum
Fi Geminorum (φ Gem) är en dubbelstjärna sydväst om Pollux i stjärnbilden Tvillingarna. Den har en skenbar magnitud på 4,95 och är synlig för blotta ögat. Baserat på en årlig parallaxförskjutning på 14,66 mas, befinner den sig på omkring 220 ljusårs avstånd från solen.

## Egenskaper
Dubbelstjärnans två komponenter har en cirkulär bana med en period på 582 dygn. Primärstjärnan är en stjärna av A-typ på huvudserien och av spektraltyp A3 V. Den är ca 600 miljoner år gammal och roterar relativt snabbt med en beräknad rotationshastighet av 165 km/s. Rotationen ger stjärnan en tillplattad form med ett ekvatoriell utbuktning som ger en radie som är 6 procent större den polära radien. Stjärnan har nästan dubbelt så stor massa som solen och har en utstrålning från den yttre atmosfären som är 36,5 gångersolens strålning vid en effektiv temperatur av 8 551 K.